# 萊恩·雷諾斯
萊恩·羅尼·雷諾斯，OC OBC（1976年10月23日—），加拿大男演員、製片人及編劇，英格蘭足球冠軍聯賽球隊雷克瑟姆足球俱乐部共同主席。
雷諾斯較著名的是在ABC的情境喜劇《兩個男人，一個女人》（1998年至2001年）與YTV的加拿大青少年電視劇《山坡上》（1991年至1993年）的演出。於漫威漫畫改編電影《刀鋒戰士3》（2004年）中飾演漢尼拔·金以及《X戰警：金鋼狼》中的韋德·威爾遜／死侍（2009年）。他還曾於DC漫畫改編電影《綠光戰警》（2011年）飾演哈爾·喬丹／綠光戰警。2013年，雷諾斯於動畫電影《渦輪方程式》中擔任了主角蝸寶的配音。
2016年，他於《惡棍英雄：死侍》中不僅再度飾演死侍一角，也是再度擔任超級英雄電影主角。該片贏得了高評與相當成功的票房，並使雷諾斯獲得金球獎提名。

## 早期生活
雷諾斯出生於不列顛哥倫比亞的溫哥華，母親譚米（Tammy）是一名售貨員和在職學生，父親吉姆·查斯特·雷諾斯（James Chester Reynolds）是溫哥華當地的食品經銷商，同時也曾是一名半職業的拳擊手。他在家中的四名兄弟中是年紀最小的；他有一個兄長是加拿大皇家騎警的警官，他的父親也曾短暫擔任過警察。雷諾斯於1994年畢業於溫哥華吉希拉諾中學。他也曾就讀昆特侖理工大學（Kwantlen Polytechnic University）一段時間。

## 職業生涯
雷諾斯的演藝生涯始於1990年，他在加拿大的青少年電視劇《山坡上》中飾演比利。1996年，他與梅莉莎·喬·杭特共同主演電視電影《魔女薩賓娜》。成年後，他主演了電影《凸種高材生》和在美國電視劇《兩個男人，一個女人》中飾演麥克·「伯格」·卑爾根。在1993年至1994年間，他還曾在電視劇《奧德賽》演出過。他與麥克·道格拉斯、艾伯特·布魯克斯一起在《特務辦囍事》（2003年）中擔任主演，以及主演加拿大電影《2004神鬼妙計》。雷諾斯在2004年的喜劇電影《豬頭漢堡包》中以客串方式演出。
2005年，他在浪漫喜劇《哈啦上菜》中飾演了一個名為蒙迪的服務員，並在與安娜·法瑞絲、艾咪·史瑪特主演的《謝謝！再聯絡》中飾演克里斯一角。雷諾斯在2008年的電影《愛情三選一》中擔任主角。此外他還在電視劇《實習醫生成長記》的第二季大結局中短暫演出。2007年，他在TBS電視台的電視劇《My Boys》的「Douchebag in the City」一集中出演。2009年，雷諾斯與珊卓·布拉克一同主演了電影《愛情限時簽》，並獲得了還不錯的評價，在此之前他也曾在《菜鳥新人王》中飾演麥克·康奈爾。

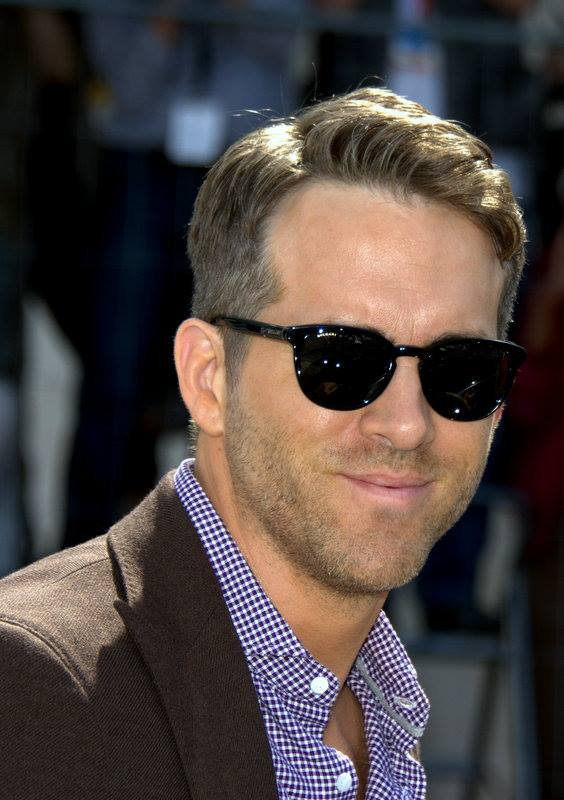
2014年，雷諾斯於第67屆坎城影展上

雖然雷諾斯早期出演的作品多以喜劇為主，但他積極地鍛練過自己的體格，以詮釋體能要求較高的角色。2004年的《刀鋒戰士3》中的角色漢尼拔·金。他在1979年恐怖片的2005年重拍版電影《陰宅》中飾演喬治·魯茲一角。此外，他還和雷·利奥塔一起在2006年的犯罪動作片《五路追殺令》中飾演FBI探員。雷諾斯後來還飾演過動漫超級英雄人物，即2009年《X戰警：金鋼狼》與2016年《惡棍英雄：死侍》的死侍，以及2011年在華納兄弟的DC漫畫英雄電影《綠光戰警》中詮釋的哈爾·喬丹／綠光戰警，這使他成為同時飾演過漫威漫畫和DC漫畫人物的演員之一。
雷諾斯也有在其他類型的電影演出與配音取得成績。2010年，他出演了西班牙和美國合拍的驚悚片《活埋》，並也在日舞影展上亮相。2010年6月，雷諾斯受邀加入成為美國電影藝術與科學學會的一員。2012年，他與丹佐·華盛頓一同主演電影《狡兔計畫》。而他在2013年的動畫電影《古魯家族》與《渦輪方程式》中分別擔任阿蓋與渦寶的配音，兩部電影皆有很好的評價和票房。雷諾斯在環球影業改編自黑馬漫畫的電影《降魔戰警》（2013年）中飾演尼克·華克。他曾在2014年電影《百萬種硬的方式》中客串登場過一情節。2015年，他與海倫·米蘭合作演出的藝術電影《名畫的控訴》獲得了不錯的票房。2016年，除了《惡棍英雄：死侍》外，他還在驚悚犯罪片《換腦行動》中飾演一名配角。
2016年2月16日，宣布雷諾斯將與蕾貝卡·弗格森、傑克·葛倫霍一起共演科幻驚悚片《異星智慧》，導演為丹尼爾·伊斯皮諾薩。電影於2017年3月在北美上映。雷諾斯與山繆·傑克森共同主演的動作喜劇片《殺手保鑣》則於2017年8月上映，由派屈克·休斯執導。2018年5月22日，宣布雷諾斯將出演麥可·貝執導的Netflix動作片《鬼影特攻：以暴制暴》。

### 扮演超級英雄電影人物
於2005年3月接受採訪時，雷諾斯表示很感興趣參與由大衛·S·高耶編劇的死侍獨立電影，並可能在未來的電影項目中飾演DC漫畫角色閃電俠華利·威斯特，但後來換成綠光戰警；並由於綠光戰警電影本身在劇情及票房的失敗，加上雷諾斯本身詼諧風趣的個性比較適合死侍，出演綠光戰警反變成雷諾斯熟為人知的歷史，在一些宣傳或節目中就因出演綠光戰警而被調侃，甚至本人也調侃自己沒看過該電影。
雷諾斯先在《X戰警：金鋼狼》（2009年）中飾演韋德·威爾遜／死侍，並後來官方重新宣布將塑造他的死侍分拆系列。這部《死侍》由於《X戰警：未來昔日》發生的事件使故事架構重啟，過去的電影情節成為平行時空，得以忽略掉在《X戰警：金鋼狼》中不忠實於原著且反應不佳的情節，為角色打造一個全新的故事。2014年，電影《死侍》的測試影片（電腦動畫）被洩露在網路上，片中的死侍也是由雷諾斯配音，並於2015年3月中開始拍攝，5月29日殺青。由於《惡棍英雄：死侍》成功的口碑，使得在2016年4月，證實雷諾斯確定回歸主演續集。在第74屆金球獎上，雷諾斯憑在《惡棍英雄：死侍》中的演出而入圍了金球獎最佳音樂及喜劇類電影男主角。續集《死侍2》於2018年上映，雷諾斯再次回歸飾演死侍。後續確認有《X特遣隊》、《死侍與金鋼狼》。而華特迪士尼公司在2019年3月20日收購福斯後，確認雷諾斯將繼續在漫威電影宇宙飾演死侍，《死侍與金鋼狼》照常製作不重啟。

## 個人生活
2002年至2007年間，雷諾斯和女歌手艾拉妮絲·莫莉塞特傳出戀情，並於2004年訂婚。2006年7月，傳出兩人已經分手的消息，但並未獲得任何一方的證實。當月稍晚，有消息指出兩人的確正在交往，而 Contact Music 網站報導兩人分手的消息只是謠言。莫莉塞特和雷諾斯被拍到兩人在洛杉磯牽手的照片，謠言不攻自破。然而，2007年2月，兩人決定取消訂婚。2008年，他與女星史嘉蕾·喬韓森結婚，但这段婚姻于2010年结束。
2012年9月9日，雷诺斯和布蕾克·萊芙莉结婚，兩人的長女詹姆絲（James）出生於2014年12月；2016年雷諾斯和萊芙莉迎来兩人的第二個女兒，名為伊妮絲（Inez）；2019年诞下第三個女兒贝蒂（Betty）；2023年第四個孩子出生。
此外，雷諾斯是美式足球隊伍綠灣包裝工的球迷。2020年11月16日，萊恩·雷諾斯與羅布·麥克亨尼一同收購雷克斯汉姆足球俱乐部。
2023年6月，萊恩·雷諾斯與羅布·麥克亨尼、紅鳥資本、Otro Capital公司一起向阿爾卑車隊投資2億歐元。他們將共同擁有24%的股權。

## 榮譽
- 加拿大
  -  加拿大官佐勋章
- -  不列顛哥倫比亞勳章（英语：Order of British Columbia）

## 外部連結
- 萊恩·雷諾斯在互联网电影资料库（IMDb）上的資料（英文）
- 萊恩·雷諾斯在 HuffPost 撰寫的文章 （页面存档备份，存于）
- 萊恩的刀鋒戰士健身計畫